# Autostrada A8 (Marocco)

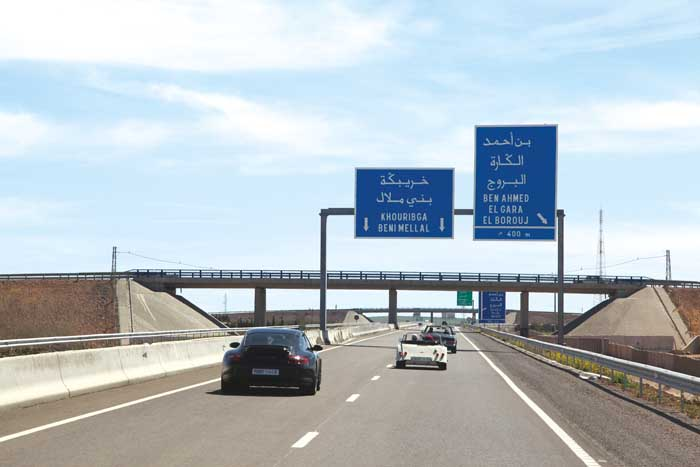
Uscita da Ben Ahmed in direzione Beni Mellal

L'autostrada A8 è un'autostrada marocchina lunga 172 km che collega Berrechid (che si trova a 30 km da Casablanca) a Béni Mellal.
Il primo tratto lungo 95 km, che collega Khouribga a Béni Mellal, è stato inaugurato il 17 maggio 2014, mentre il secondo tratto lungo 77 km, che collega Khouribga a Berrechid è stato aperto al traffico il 16 luglio 2015.

## Cronologia
- 2014: tratta Béni Mellal - Khouribga di 95 km
- 2015: tratta Khouribga - Berrechid di 77 km

## Tabella percorso
| A 8 Autoroute A8 Berrechid - Beni Mellal |                             |      |      |
| Tipo                                     | Indicazione                 | ↓km↓ | ↑km↑ |
|                                          | Autostrada A7 A 7 Berrechid |      | +0   |
|                                          | Stazione di servizio        |      | +15  |
|                                          | Ben Ahmed                   |      | +38  |
|                                          | Stazione di servizio        |      | +71  |
|                                          | Khouribga                   |      | +77  |
|                                          | Oued Zem Ovest              |      | +107 |
|                                          | Oued Zem Est                |      | +117 |
|                                          | Stazione di servizio        |      | +120 |
|                                          | Bejaad                      |      | +135 |
|                                          | Kasba Tadla                 |      | +152 |
|                                          | Béni Mellal                 |      | +172 |